# Championnat du Liban de football 2019-2020
Navigation
Saison précédente Saison suivante
La saison 2019-2020 du Championnat du Liban de football est la soixantième du championnat de première division libanaise. Le championnat regroupe les douze meilleures formations du pays au sein d'une poule unique où elles s'affrontent deux fois, à domicile et à l'extérieur. En fin de saison, les deux derniers du classement sont relégués et remplacés par les deux meilleurs clubs de deuxième division.
Le championnat débute le 20 septembre 2019, après la 3e journée il est interrompu à cause des manifestations dans le pays. En janvier 2020, la saison est annulée puis avec l'arrivée de la pandémie de Covid-19 la saison est définitivement arrêtée le 28 mai 2020. 

## Les clubs participants
- Al-Ansar Club
- Safa Beyrouth
- Nejmeh SC
- Shabab Ghazieh SC
- Tripoli SC
- Shabab Al Sahel
- Salam Zgharta
- Al Tadamon Tyr
- Bourj FC - Promu de D2
- Al Ahed Beyrouth
- Shabab El-Bourj SC - Promu de D2
- Al Akha Ahly

## Compétition

### Classement
| Rang | Équipe               | Pts | J | G | N | P | Bp | Bc | Diff |
| ---- | -------------------- | --- | - | - | - | - | -- | -- | ---- |
| 1    | Al-Ansar Club        | 6   | 3 | 2 | 0 | 1 | 7  | 3  | +4   |
| 2    | Bourj FC P           | 6   | 2 | 2 | 0 | 0 | 3  | 0  | +3   |
| 3    | Nejmeh SC            | 6   | 2 | 2 | 0 | 0 | 3  | 1  | +2   |
| 4    | Shabab Al Sahel      | 4   | 3 | 1 | 1 | 1 | 4  | 4  | 0    |
| 5    | Al Akha Ahly         | 4   | 3 | 1 | 1 | 1 | 3  | 3  | 0    |
| 6    | Safa Beyrouth        | 4   | 3 | 1 | 1 | 1 | 3  | 4  | -1   |
| 7    | Al Ahed BeyrouthT    | 3   | 1 | 1 | 0 | 0 | 3  | 1  | +2   |
| 8    | Salam Zgartha        | 3   | 2 | 1 | 0 | 1 | 2  | 2  | 0    |
| 9    | Tripoli SC           | 3   | 2 | 1 | 0 | 1 | 2  | 3  | -1   |
| 10   | Shabab El-Bourj SC P | 3   | 3 | 1 | 0 | 2 | 3  | 5  | -2   |
| 11   | Al Tadamon Tyr       | 1   | 3 | 0 | 1 | 2 | 2  | 4  | -2   |
| 12   | Shabab Ghazieh SC    | 0   | 3 | 0 | 0 | 3 | 2  | 7  | -5   |

|  | Qualification pour la Coupe de l'AFC 2021                              |
|  | T : Tenant du titre C : Vainqueur de la Coupe du Liban P : Promu de D2 |

- Le champion et le vice-champion de la saison 2018-2019 sont qualifiés pour la Coupe de l'AFC 2021.

## Bilan de la saison
| Championnat du Liban de football 2019-2020                        |                  |
| Champion                                                          | aucun            |
| Coupes et trophées                                                |                  |
| Vainqueur de la Coupe du Liban 2019-2020                          | non disputée     |
| Qualifications continentales                                      |                  |
| Coupe de l'AFC 2021                                               | Al Ahed Beyrouth |
| Coupe de l'AFC 2021                                               | Al-Ansar Club    |
| Promotions et relégations                                         |                  |
| Promus en Premier League                                          | aucun            |
| Relégués en Championnat du Liban de football de deuxième division | aucun            |